# Zvonek řepkovitý
Zvonek řepkovitý (Campanula rapunculoides) je vytrvalá bylina kvetoucí velkými modrofialovými květy zvonkovitého tvaru. Je v české přírodě nejběžnější druh rodu zvonek a často bývá považován za plevel.

## Rozšíření
Široce rozšířený druh rostoucí téměř v celé Evropě. Vyskytuje se od Velké Británie a Španělska na západě až po západní Sibiř na východě. Jeho severní hranice rozšíření sahá do poloviny Skandinávského poloostrova, jižní k břehům Středozemního a Černého moře. Byl zavlečen do Severní Ameriky, Austrálie, na Nový Zéland i Tichomořské ostrovy kde je považován za potenciálně invazní rostlinu. Na mnoha místa se dostal lidským přičiněním jako okrasná rostlina.
V České republice je hojnou rostlinou, hlavně v teplejších oblastech na místech s intenzivním zemědělství. Mimo to se vyskytuje i ve světlých lesích, křovinách, na skládkách i podél cest. Nejlépe roste ve výživných půdách které zůstávají mírně vlhké a jsou slabě kyselé. Vyskytuje se až do nadmořské výšky 1500 m.

## Popis

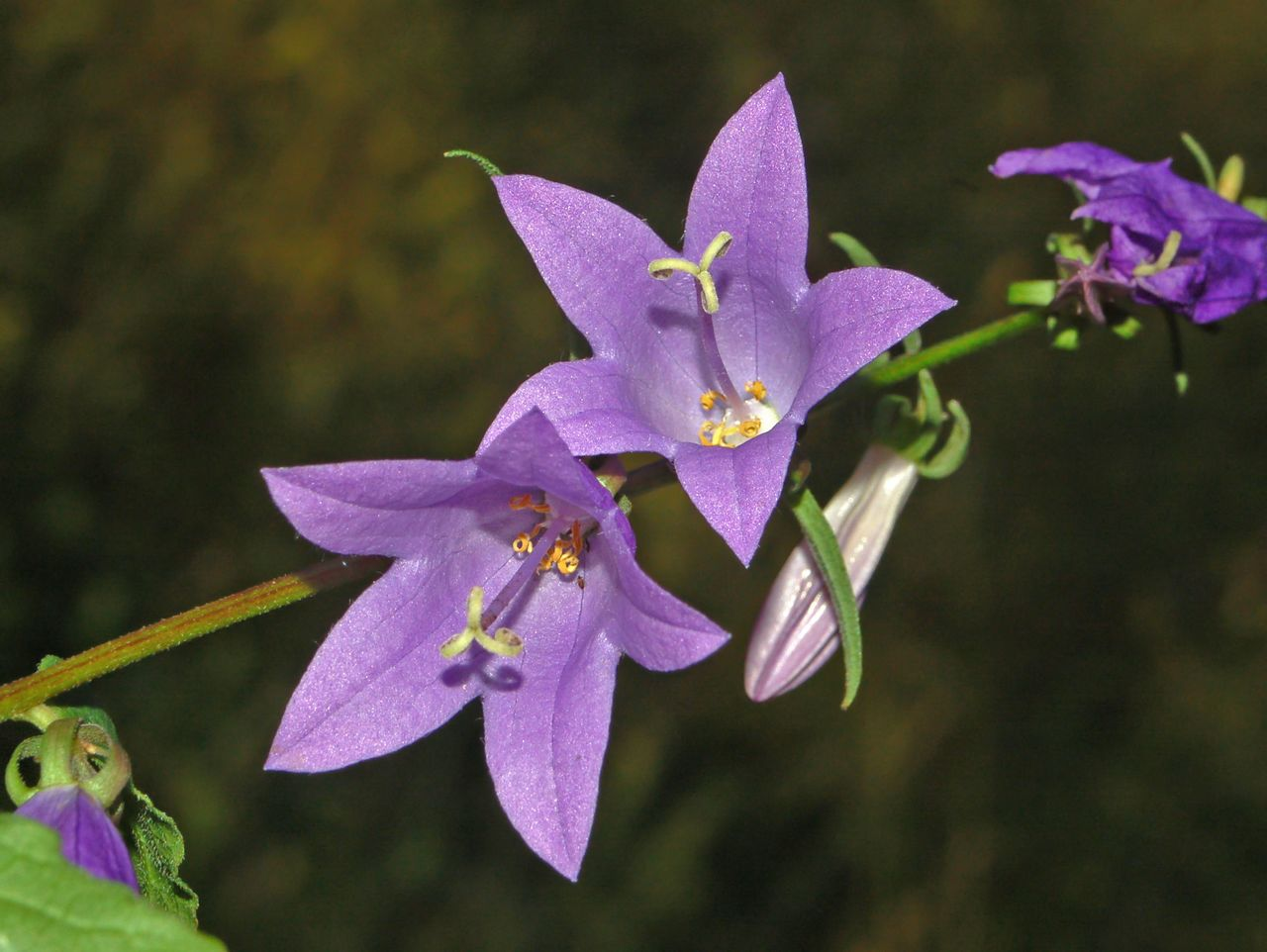
Květy zvonku řepkovitého

Vytrvalá, řídce chlupatá rostlina, vysoká 30 až 100 cm, která vyrůstá z hlízovitě zhrublých kořenů s dlouhými podzemními výběžky uloženými v ornici. Lodyhu má 30 až 80 cm vysokou, tupě hranatou, přímou, jednoduchou nebo jen chudě rozvětvenou. Ve spodní části je nafialovělá a chlupatá, v horní zelená a lysá.
Listy v přízemní růžici mají dlouhé řapíky (až 3 cm), ve spodní části lodyhy jsou řapíky kratší (asi 1 cm) a v horní části jsou listy přisedlé. Čepele jsou srdčité nebo vejčité, po obvodě nestejně pilovité a na vrcholu tupě špičaté. Bývají dlouhé 3 až 10 cm a široké 2 až 3 cm, směrem vzhůru se zmenšují a přecházejí v úzké listeny. Listy jsou na líci holé a na rubu žilnaté a roztroušeně chlupaté. Přízemní listy jsou v době kvetení již odumřelé.
V úžlabí listenů jednotlivě vyrůstají pětičetné květy a vytvářejí jednostranný hrozen. Oboupohlavné květy mají krátké svěšené stopky se dvěma listenci. Stopky se v době kvetení vztyčují, před deštěm a večer se opět sklání. Srostlý vytrvalý kalich má pět krátkých, čárkovitých, špičatých a nazpět ohnutých cípů. Nálevkovitě zvonkovitá koruna, dlouhá 2 až 3 cm, je modře fialová, zřídka bělavá a je do poloviny rozeklána v pět cípů. Pět volných tyčinek nese prašníky. Ze spodního kuželovitého semeníku tvořeného třemi plodolisty vyrůstá čnělka s podvinutou trojlaločnou bliznou čnící z koruny. Květy kvetoucí od června do září jsou protandrické. Prašníky dozrávají mnohem dříve než blizny a ty se opylují pylem z jiného květu doneseným létajícím hmyzem hledajícím a nacházejícím v květech nektar.
Plod je vejčitá až polokulovitá, trojpouzdrá tobolka obalena vytrvalým kalichem. Obsahuje četná asi 1,5 mm velká, medově hnědá, podlouhlá, na jedné straně vypouklá semena s drobným blanitým lemem. Z tobolky se vysypávají třemi drobnými otvory otvírající se nejčastěji za větrného počasí usnadňující rozptýlení semen. Je to druh se dvěma cytotypy, tetraploidní 2n = 4x = 68 a hexaploidní 2n = 6x = 102.

## Rozmnožování
Rostliny se rozmnožuje vegetativně i pohlavně. Vegetativně se šíří svými nehlubokými kořenovými výhonky a vytváří velké kolonie. V prvém roce se vytvoří jen drobná listová růžice a hlavní kořen, ten druhým rokem zduří a vyrostou z něj plodné lodyhy. Zároveň na něm druhým rokem vzniknou pupeny z nichž rostou další plazivé oddenky nesoucí listové růžice s kořeny a vznikají tak nové rostliny. Na obdělávaných půdách se rozmnožují hlavně vegetativně, při orbě se kořeny roztrhají a rozšíří po celém poli.
Stejně intenzivní je i pohlavní rozmnožování, jedná statná rostlina vytvoří i několik tisíc semen. Ta nejlépe klíčí na světle nebo v nejsvrchnější vrstvě půdy, v hloubce pod 2 cm jsou již většinou mrtvá. Mají dlouhou dormanci a obvykle klíčí po přezimování až na jaře dalšího roku, bývají poměrně krátkověká. Jsou roznášena větrem, vodou, s jiným osivem nebo i s kompostem.

## Význam
Tato rostlina se mnohdy vyskytuje jako nežádoucí plevel, zapleveluje jednoleté, víceleté i vytrvalé kultury a má vysokou konkurenční schopnost, mimo polí a luk roste také v zahradnictvích i školkách. Nejvíce jí vyhovují místa na kterých po několik let zůstává půda v klidu a může si tam vytvořit zásobu dobře regenerujících oddenků. Neprospívá ji časté sečení a hluboké zpracovávání půdy. V poslední době rozšíření zvonku řepkovitého v ČR stoupá a bývá řazen mezi potenciálně nebezpečné plevele.

## Galerie

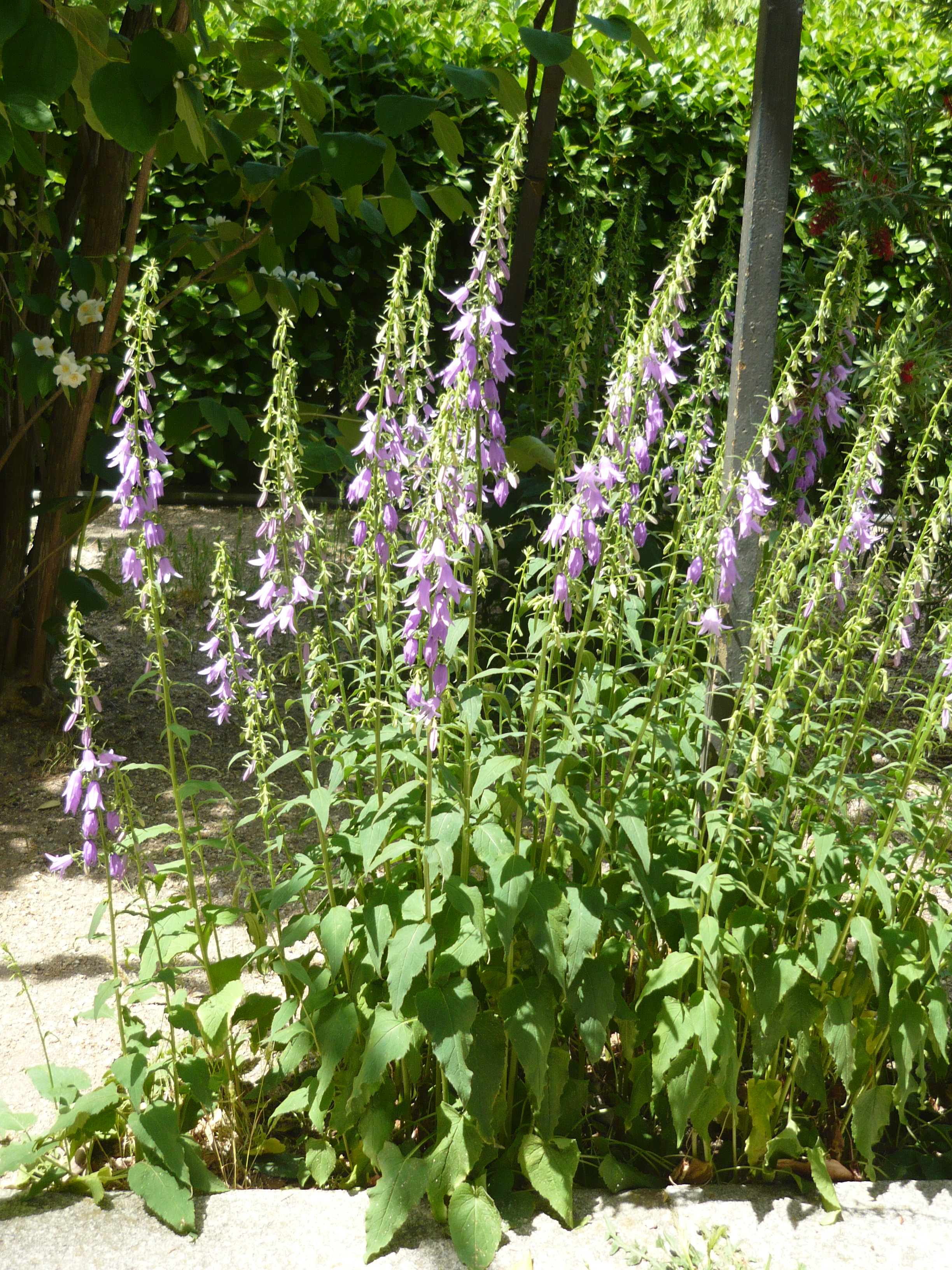
Část kolonie zv. řepkovitého
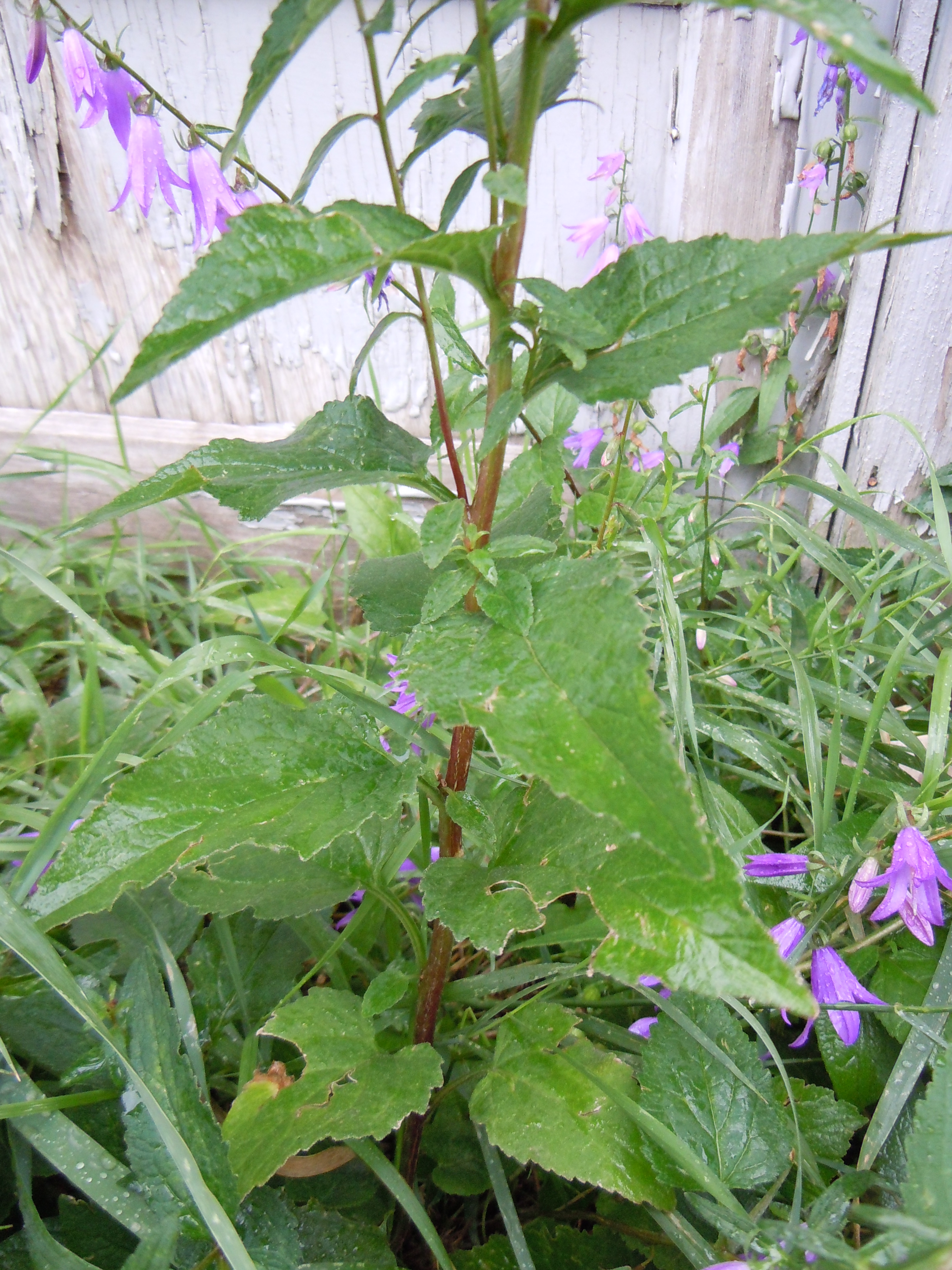
Lodyha s listy
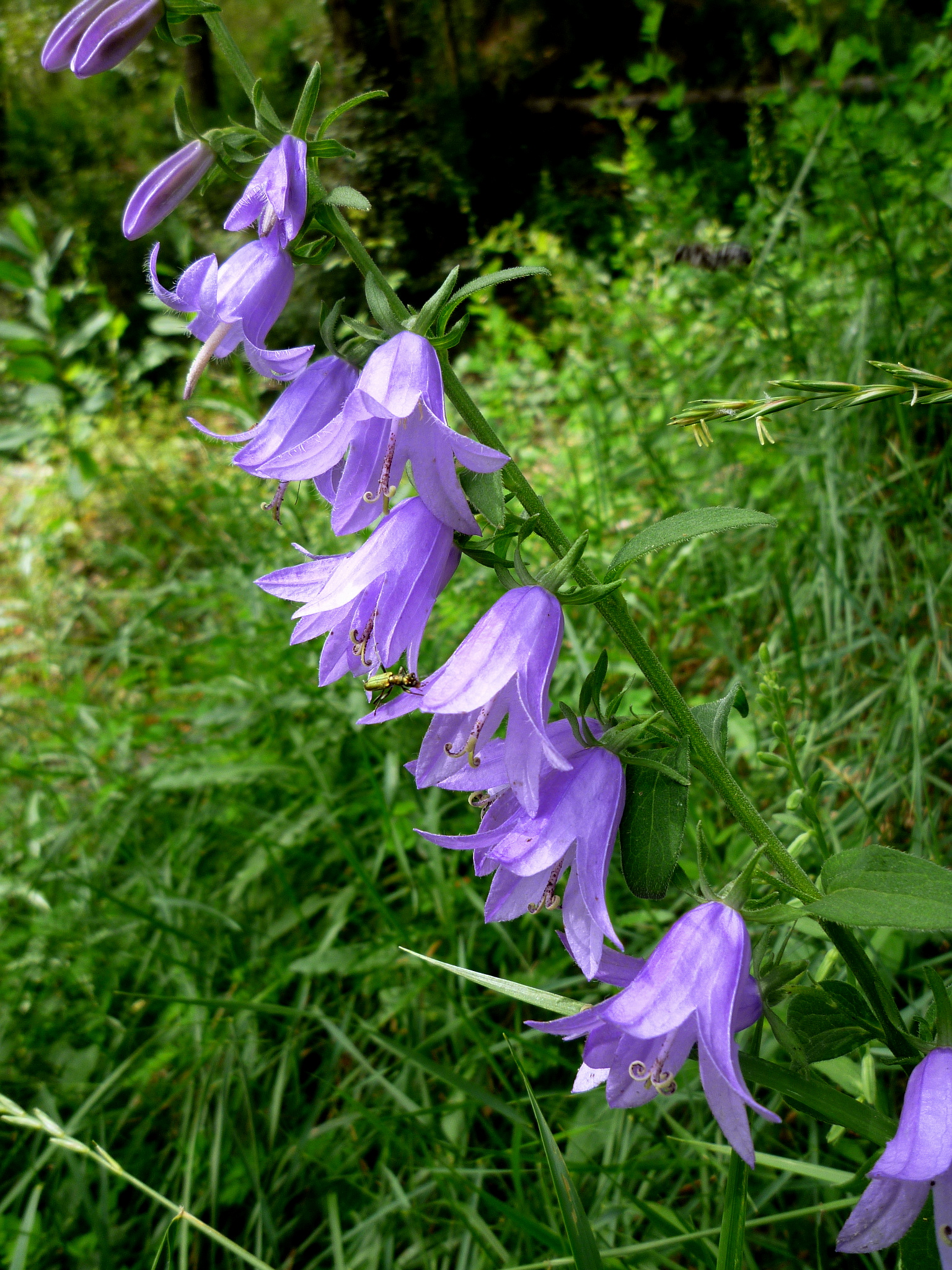
Květenství
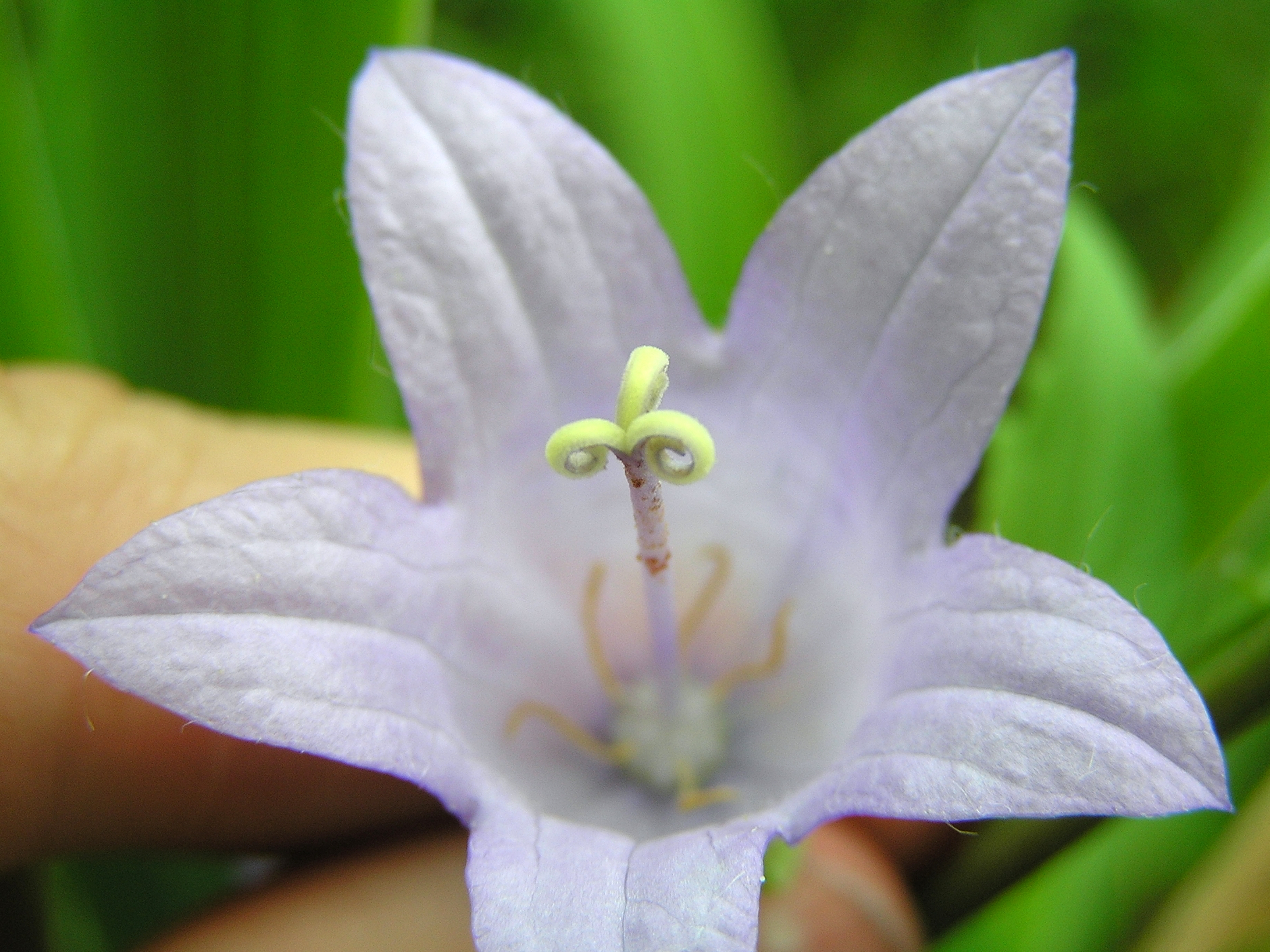
Květ s podvinutou trojlaločnou bliznou